# 金山镇 (蓝田县)
金山镇，是中华人民共和国陕西省西安市蓝田县一个已撤销的乡级行政区，2015年，陕西省民政厅批复同意撤销金山镇，将其所辖行政区域划归三官庙镇。